# Gatehouse of Fleet
Gatehouse of Fleet är en ort i Storbritannien.   Den ligger i kommunen Dumfries and Galloway och riksdelen Skottland, i den centrala delen av landet, 500 km nordväst om huvudstaden London. Gatehouse of Fleet ligger 13 meter över havet och antalet invånare är 875.
Terrängen runt Gatehouse of Fleet är kuperad norrut, men söderut är den platt. Gatehouse of Fleet ligger nere i en dal. Runt Gatehouse of Fleet är det glesbefolkat, med 8 invånare per kvadratkilometer. Närmaste större samhälle är Kirkcudbright, 9,9 km sydost om Gatehouse of Fleet. Trakten runt Gatehouse of Fleet består i huvudsak av gräsmarker.